# Indulis Bērziņš
Indulis Bērziņš (ur. 4 grudnia 1957 w Madonie) – łotewski polityk, nauczyciel akademicki i dyplomata, deputowany, minister spraw zagranicznych w latach 1999–2002, wielokrotny ambasador.

## Życiorys
W latach 1976–1981 studiował historię na Uniwersytecie Łotwy, następnie zaś odbywał studia podyplomowe na tejże uczelni (1981–1984). Pracował jako nauczyciel akademicki (1981–1990). W latach 80. zaangażowany w działalność Łotewskiego Frontu Ludowego. W 1990 został wybrany do Rady Najwyższej Łotewskiej SRR, obejmując funkcję wiceprzewodniczącego komisji spraw zagranicznych (1990–1992). Następnie był przewodniczącym tej komisji, a także przewodniczącym frakcji poselskiej Łotewskiego Frontu Ludowego (1992–1993).
W 1993 uzyskał mandat posła na Sejm V kadencji z ramienia Łotewskiej Drogi, został wiceprzewodniczącym jej klubu poselskiego oraz członkiem łotewskiej delegacji do Zgromadzenia Północnoatlantyckiego. W 1995 uzyskał reelekcję do Sejmu VI kadencji, obejmując funkcję przewodniczącego komisji spraw zagranicznych. Był jednocześnie członkiem łotewskiej delegacji do Unii Międzyparlamentarnej, a także przewodniczącym delegacji do Zgromadzenia Północnoatlantyckiego. W latach 1998–1999 pełnił obowiązki wiceprzewodniczącego Sejmu VII kadencji oraz przewodniczącego łotewskiej grupy Unii Międzyparlamentarnej.
Od lipca 1999 do listopada 2002 sprawował urząd ministra spraw zagranicznych, od 2000 do 2002 kierując jednocześnie zespołem negocjacyjnym do spraw członkostwa Łotwy w Unii Europejskiej. W latach 2003–2004 był ambasadorem Łotwy w Danii, zaś w 2004 został mianowany ambasadorem w Wielkiej Brytanii, placówką tą zarządzał do 2009. Był również ambasadorem nierezydującym w Australii i w Nowej Zelandii (2007–2013), na Słowacji i w Liechtensteinie (2009–2013). W latach 2009–2013 pełnił funkcję ambasadora Łotwy w Austrii. W 2015 powołany na stałego przedstawiciela tego kraju przy NATO, a w 2019 rozpoczął urzędowanie jako ambasador Łotwy na Litwie.
Odznaczony Orderem Trzech Gwiazd III klasy oraz francuskim Orderem Narodowym Zasługi III klasy.